# Comité Mexicano de Ciencias Históricas
El Comité Mexicano de Ciencias Históricas es una asociación civil fundada el 24 de noviembre de 1966, que integra a diversas instituciones de educación superior y centros de investigación de México, con el fin de representarlos ante el Comité Internacional de Ciencias Históricas (con sede en Ginebra, Suiza). 
De acuerdo con su sitio oficial, el Comité Mexicano de Ciencias Históricas "además de representar los intereses de las instituciones agremiadas, difunde las actividades que éstas realizan, incentiva la investigación mediante un premio anual (que se otorga desde 1979) y procura difundir la investigación de los nuevos historiadores a través de la catalogación de todas las tesis de historia. Además de lo anterior, el Comité promueve una reunión de historiadores cada dos años, difunde las redes de investigación en todo el país y realiza algunas publicaciones -entre ellas un Boletín- con información de interés para los historiadores".

## Premios del Comité Mexicano de Ciencias Históricas
Desde 1979, el Comité convoca anualmente a un Certamen para premiar los mejores artículos y reseñas sobre historia o historiografía con el objeto de reconocer las aportaciones al conocimiento de estas áreas, y que hayan sido publicadas en revistas científicas arbitradas de México.
| Año  | Ganador                                          | Título del artículo | Revista de publicación                                                                         |
| ---- | ------------------------------------------------ | --- | ---------------------------------------------------------------------------------------------- |
| 2023 | Javier Ares Yebra                                | “Ígor Stravinski en México (1940-1961). Recepción e influencia en los músicos españoles del exilio: el caso de Jesús Bal y Gay” | Anales del Instituto de Investigaciones Estéticas, vol. 43, núm. 118, 2021, pp. 33-66.         |
| 2022 | Desierto                                         | |                                                                                                |
| 2021 | Arturo Guevara Escobar                           | “Waldemar Melchert en el catálogo comercial Hugo Brehme”                                                                        | Historias, núm. 102, enero-abril de 2019, pp. 65-97.                                           |
| 2020 | Arturo Aguilar Ochoa                             | “Asaltos al trópico: Petros Pharamond Blanchard, un pintor romántico francés en el México de 1838”                              | Anales del Instituto de Investigaciones Estéticas, vol. XL, núm. 112, 2018, pp. 213-258.       |
| 2019 | Jaime Cuadriello                                 | “Cifra, signo y artilugio: el ‘ocho de Guadalupe’”                                                                              | Anales del Instituto de Investigaciones Estéticas, vol. XXXIX, núm. 110, 2017, pp. 155-204.    |
| 2018 | Luciano Ramírez Hurtado                          | “Al rescate de la memoria. Estudio iconográfico del grabado La Convención de Aguascalientes, 10 de octubre de 1914”             | Relaciones. Estudios de Historia y Sociedad, vol. 37, núm. 148 bis, otoño de 2016, pp. 89-123. |
| 2017 | Gabriela Sánchez Reyes e Irene González Hernando | “De la virgen abridera de Felipe II a las abrideras de Indias: el descubrimiento de dos esculturas en México”                   | Boletín Monumentos Históricos, Tercera época, núm. 34, mayo-agosto de 2015, pp. 6-28.          |

| Año  | Ganador                             | Título del artículo | Revista de publicación                                                                                       |
| ---- | ----------------------------------- | --- | --- |
| 2023 | Israel Rodríguez                    | “La aventura tercermundista del cine mexicano. Producción fílmica y diplomacia latinoamericana, 1971-1976”                                    | Secuencia. Revista de Historia y Ciencias Sociales, núm. 111, septiembre-diciembre de 2021, pp. 1-35.        |
| 2023 | José Armando Hernández Soubervielle | “Canteras de San Luis Potosí. Entre historia, olvido y destrucción”                                                                           | Anales del Instituto de Investigaciones Estéticas, vol. 43, núm. 118, 2021, pp. 127-154.                     |
| 2021 | Rut Martín Hernández                | “De vuelta con la historia en tiempo presente. Imágenes artísticas y poder en la representación de los conflictos bélicos contemporáneos”     | Anales del Instituto de Investigaciones Estéticas, vol. XLI, núm. 115, 2019, pp. 163-194.                    |
| 2020 | Francisco Gelman Constantin         | “Asistir a la cita de la posdictadura. Historicidad, performance y políticas del cuerpo entre Emilio García Wehbi y el Periférico de Objetos” | Anales del Instituto de Investigaciones Estéticas, vol. XL, núm. 112, 2018, pp. 9-31.                        |
| 2019 | Sonia Irene Ocaña Ruiz              | “De Asia a la Nueva España vía Europa: lacas asiáticas y achinadas en el siglo XVIII”                                                         | Anales del Instituto de Investigaciones Estéticas, vol. XXXIX, núm. 111, 2017, pp. 131-186.                  |
| 2019 | Pedro Paz Arellano                  | “La imagen de la norma en la Plaza de Santo Domingo del siglo XVIII”                                                                          | Boletín de Monumentos Históricos, , 3ª época, núm. 41, septiembre-diciembre de 2017, pp. 19-53.              |
| 2017 | Víctor M. González                  | “La exposición de Arte Popular o del surgimiento de la vanguardia, México, 1921”                                                              | Historias, núm. 90, enero-abril de 2015, pp. 59-79.                                                          |
| 2017 | Noelia Ávila Delgado                | “Patrimonialización del espacio urbano” | Ciudades. Análisis de la coyuntura, teoría e historia urbana, núm. 107, julio-septiembre de 2015, pp. 15-21. |

| Año  | Ganador                  | Título del artículo                                                           | Revista de publicación                                                                                 |
| ---- | ------------------------ | ----------------------------------------------------------------------------- | --- |
| 2023 | Beatriz Urías Horcasitas | “Victor Serge en México, 1941-1947”                                           | Historia Mexicana, vol. 70, núm. 4 (280), abril-junio de 2021, pp. 1765-1813.                          |
| 2022 | Elisa Servín             | “La experiencia mexicana de Charles Wright Mills”                             | Historia Mexicana, vol. 69, núm. 4 (276), abril-junio de 2020, pp. 1729-1772.                          |
| 2021 | Aurelia Valero Pie       | “Sobre la vida en rodajas o el (sin)sentido de la biografía intelectual”      | Fractal. Revista de teoría y cultura, , núm. 87, año XXII, vol. XXIII, enero-abril de 2019, pp. 63-85. |
| 2020 | Desierto                 |                                                                               | |
| 2019 | Emilio Kourí             | “Sobre la propiedad comunal de los pueblos, de la Reforma a la Revolución”    | Historia Mexicana, vol. 66, núm. 4 (264), abril-junio de 2017, pp. 1923-1960.                          |
| 2018 | Graciela Velázquez       | “Voces ausentes y presentes: testimonio y representación en la historia oral” | Historia y Grafía, núm. 46 (23), enero-junio de 2016, pp. 211-232.                                     |

| Año  | Ganadores                          | Título del artículo                                                                         | Revista de publicación                                                                                       |
| ---- | ---------------------------------- | ------------------------------------------------------------------------------------------- | --- |
| 2023 | Saurabh Dube                       | “Privilegio académico y escolasticismo moderno: trascendencia secular e inmanencia mundana” | Historia y Grafía, año 29, núm. 57, julio-diciembre de 2021, pp. 257-290.                                    |
| 2019 | Daniel Inclán y Aurelia Valero Pie | “Reporte del tiempo: presente e historia”                                                   | Desacatos. Revista de Ciencias Sociales, núm. 55, septiembre-diciembre de 2017, pp. 60-73.                   |
| 2018 | Francisco Miguel Ortiz-Delgado     | “El estudio de la historia para el perfeccionamiento político y moral. Droysen y Nietzsche” | Letras Históricas, núm. 14, primavera-verano de 2016, pp. 135-158.                                           |
| 2018 | Emilio Machuca Vega                | “Aportaciones de Israel Cavazos al estudio de la historia de las religiones en Nuevo León”  | Humanitas. Anuario del Centro de Estudios Humanísticos, año 43, vol. IV, enero-diciembre de 2016, pp. 43-75. |